# Eslam Tape
Eslam Tape – wieś w Iranie, w ostanie Azerbejdżan Zachodni, w szahrestanie Mijandoab. W 2006 roku liczyła 566 mieszkańców.